# هاینریش سوترمایستر

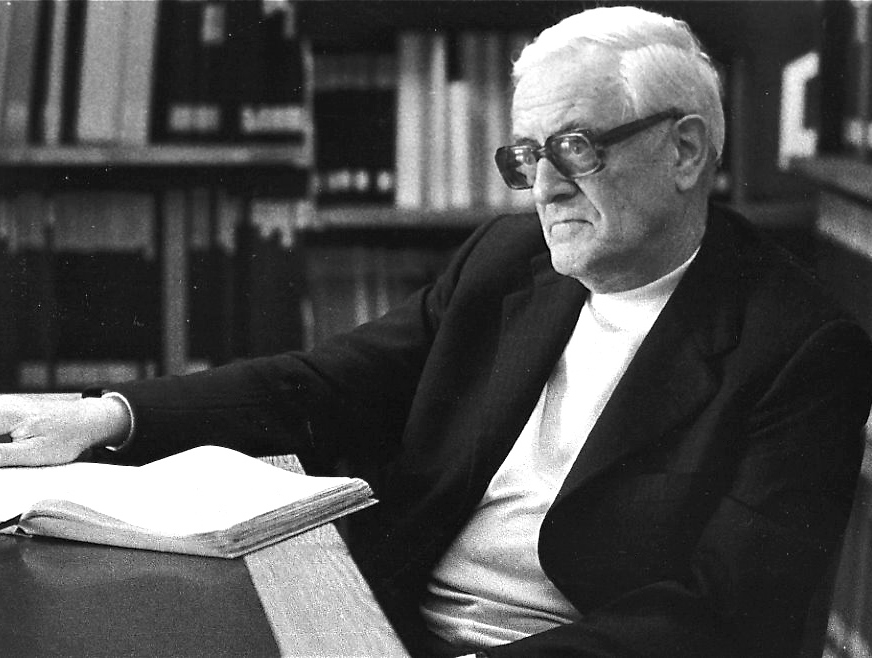
هاینریش سوترمایستر ۱۹۸۲

هاینریش سوترمایستر (به فرانسوی: Heinrich Sutermeister) آهنگساز سوئیسی در ۱۲ اوت ۱۹۱۰ (میلادی) در بخش آندلفنژان به دنیا آمد و در ۱۶ مارس ۱۹۹۵ در بخش مورژ در گذشت.